# Lido di Lavinio (przystanek kolejowy)
Lido di Lavinio (wł. Stazione di Lido di Lavinio) – przystanek kolejowy w Anzio, na terenie Miasta Stołecznego Rzym, w regionie Lacjum, we Włoszech. Znajduje się na linii Albano – Nettuno. 
Według klasyfikacji RFI ma kategorię srebrną.

## Historia
Przystanek Lido di Lavino został otwarty 1 lipca 1950.

## Połączenia
Stacja jest obsługiwana przez pociągi regionalne linii FR8.

## Linie kolejowe
- Linia Albano – Nettuno